# Clint Wager
Clinton "Clint" Belmar Wager (Winona, Minnesota, 20 de enero de 1920 - Excelsior, Minnesota, 29 de febrero de 1996) fue un jugador de baloncesto y fútbol americano estadounidense que disputó una temporada en la NBA, además de jugar previamente seis temporadas en la NBL, y una posteriormente en la NPBL. Como jugador de fútbol, disputó cuatro temporadas de la NFL. Con 1,98 metros de estatura, jugaba en la posición de pívot.

## Trayectoria deportiva

### Universidad
Jugó durante su etapa universitaria en los Cardinals de la Universidad de St. Mary's (Minnesota), donde fue incluido en 1939 y 1940 en el mejor quinteto de su conferencia, tras liderar en ambas ocasiones la lista de los mejores anotadores, llevando al equipo en 1941 a participar en el NIT.

### Baloncesto
Comenzó su andadura profesional en 1943 en los Oshkosh All-Stars de la NBL, donde en su primera temporada fue el tercer mejor anotador de la liga, promediando 10,5 puntos por partido, que le valieron para ser incluido en el mejor quinteto de la competición. Jugó cuatro temporadas más en el equipo, en las que fue perdiendo protagonismo, hasta que en 1948 fichó por los Hammond Calumet Buccaneers, donde jugó una temporada en la que promedió 5,4 puntos por encuentro.
En 1949 dio el salto a la NBA, al fichar por los Fort Wayne Pistons, con los que jugó una temporada, en la que promedió 2,3 puntos y 1,4 asistencias por partido. Al año siguiente, nuevo cambio de liga, en esta ocasión a la NPBL de la mano de los Louisville Alumnites, donde jugaría su última temporada como profesional, promediando 9,3 puntos por partido.

### Fútbol americano
Compaginándolo con el baloncesto, en la época estival jugó profesionalmente al fútbol americano en la NFL. Comenzó en 1942 en los Chicago Bears, donde jugó una temporada, de donde pasó a los Chicago Cardinals, donde jugó otras tres, incluida la temporada 1944, en la que el equipo se fusionó temporalmente con los Pittsburgh Steelers, debido a las bajas en ambas franquicias debido a la Segunda Guerra Mundial, siendo conocidos como los Card-Pitt.

## Estadísticas de su carrera en la NBA

### Temporada regular
| Temporada | Edad | Equipo             | Liga | Pos. | P  | TIT | MIN | TC  | TCA | %TC  | 3P | 3PA | %3P | TL  | TLA | %TL  | R.OF. | R.DEF. | REB | ASIS | ROB | TAP | PER | FP  | PTS |
| 1949-50   | 30   | Fort Wayne Pistons | NBA  |      | 63 |     |     | 0.9 | 3.2 | .281 |    |     |     | 0.5 | 0.7 | .617 |       |        |     | 1.4  |     |     |     | 2.8 | 2.3 |
| Total     |      |                    | NBA  |      | 63 |     |     | 0.9 | 3.2 | .281 |    |     |     | 0.5 | 0.7 | .617 |       |        |     | 1.4  |     |     |     | 2.8 | 2.3 |

### Playoffs
| Temporada | Edad | Equipo             | Liga | Pos. | P | TIT | MIN | TC  | TCA | %TC  | 3P | 3PA | %3P | TL  | TLA | %TL  | R.OF. | R.DEF. | REB | ASIS | ROB | TAP | PER | FP  | PTS |
| 1949-50   | 30   | Fort Wayne Pistons | NBA  |      | 4 |     |     | 2.8 | 6.3 | .440 |    |     |     | 2.0 | 2.5 | .800 |       |        |     | 2.0  |     |     |     | 5.5 | 7.5 |
| Total     |      |                    | NBA  |      | 4 |     |     | 2.8 | 6.3 | .440 |    |     |     | 2.0 | 2.5 | .800 |       |        |     | 2.0  |     |     |     | 5.5 | 7.5 |